# Polugajewskigambiet
Het Polugajewskigambiet is in de opening van een schaakpartij een variant in de schaakopening Siciliaans en heeft de beginzetten: 1.e4 c5 2.Pf3 d6 3.d4 cd 4.Pd4 Pf6 5.Pc3 a6 6.Lg5 e6 7.f4 b5 8.e5 de 9.fe Dc7
Eco-code B 96.
Het is ingedeeld bij de halfopen spelen en het is een subvariant van de Najdorfvariant.